# Коффі (округ, Канзас)
Шаблон:StateAbbr_ 38°11′ пн. ш. 95°45′ зх. д. / 38.19° пн. ш. 95.75° зх. д.
Округ Коффі (англ. Coffey County) — округ (графство) у штаті Канзас, США. Ідентифікатор округу 20031.

## Історія
Округ утворений 1855 року.

## Демографія
За даними перепису
2000 року
загальне населення округу становило 8865 осіб, зокрема міського населення було 2704, а сільського — 6161.
Серед мешканців округу чоловіків було 4347, а жінок — 4518. В окрузі було 3489 домогосподарств, 2477 родин, які мешкали в 3876 будинках.
Середній розмір родини становив 2,99.
Віковий розподіл населення поданий у таблиці:
| Стать    | До 15 років | 15-21 | 22-29 | 30-39 | 40-49 | 50-65 | 65-85 | Понад 85 |
| -------- | ----------- | ----- | ----- | ----- | ----- | ----- | ----- | -------- |
| Чоловіки | 954         | 461   | 325   | 570   | 738   | 712   | 503   | 84       |
| Жінки    | 894         | 428   | 330   | 612   | 703   | 699   | 652   | 200      |

## Суміжні округи
- Осейдж — північ
- Франклін — північний схід
- Андерсон — схід
- Аллен — південний схід
- Вудсон — південь
- Грінвуд — південний захід
- Лайон — північний захід

## Виноски
1. ↑  U.S. Decennial Census. United States Census Bureau. Архів оригіналу за 26 квітня 2015. Процитовано 22 липня 2014.
2. ↑  Historical Census Browser. University of Virginia Library. Архів оригіналу за 11 серпня 2012. Процитовано 22 липня 2014.
3. ↑  Population of Counties by Decennial Census: 1900 to 1990. United States Census Bureau. Архів оригіналу за 5 червня 2019. Процитовано 22 липня 2014.
4. ↑  Census 2000 PHC-T-4. Ranking Tables for Counties: 1990 and 2000 (PDF). United States Census Bureau. Архів оригіналу (PDF) за 18 грудня 2014. Процитовано 22 липня 2014.
5. ↑  State & County QuickFacts. United States Census Bureau. Архів оригіналу за 8 липня 2011. Процитовано 22 липня 2014.(англ.) Наведено за англійською вікіпедією.
6. ↑  American FactFinder. Бюро перепису населення США. Архів оригіналу за 29 липня 2011. Процитовано 31 січня 2008.

| США | Це незавершена стаття з географії США. Ви можете допомогти проєкту, виправивши або дописавши її. |